# つがる市立稲垣小学校
つがる市立稲垣小学校（つがるしりつ いながきしょうがっこう）は、青森県つがる市稲垣町豊川にある公立小学校。

## 概要
- 本校は、旧稲垣村中心部にあり、旧稲垣村域が学区となっている。
- 本校の校歌は、吉幾三が作詞・作曲した[1]。

## 沿革
- 2009年（平成21年）
  - 4月1日 - 豊川・繁田・下繁田の各小学校が統合し、開校。校舎は、豊川小学校の校舎を使用する。
  - 4月7日 - 開校式を挙行。
- 2015年（平成27年）4月1日 - 稲垣西小学校を統合。

## 学区
- つがる市の旧稲垣村全域。

## 周辺
- つがる市立稲垣中学校
- 稲垣総合運動場
- 稲垣ふれあいセンター
  - つがる市役所稲垣支所[2]
- つがる市稲垣交流センター
- 稲穂いこいの里
- つがる市消防署稲垣分署
- 岩木川

## アクセス
- 弘南バス豊川線「学校前」バス停下車、すぐ近く。
- 市役所稲垣支所から車で約2.3km、約5分（直線距離だと約410mと近いが、道路の関係で大回りとなる）。

## 著名な出身者
- 境紗里奈（バレーボール選手:日立リヴァーレ） - 2009年度卒業

## 参考資料
- 『東奥日報』2009年（平成21年）4月8日付朝刊20面『「私たちが伝統をつくる」 つがる小中2校が開校式』記事